# Pentaspadon annamense
Pentaspadon annamense är en sumakväxtart som först beskrevs av Evrard och Tardieu, och fick sitt nu gällande namn av P.H. Hô. Pentaspadon annamense ingår i släktet Pentaspadon och familjen sumakväxter. Inga underarter finns listade i Catalogue of Life.